# Sven Svensson (ämbetsman)
Sven Valdemar Svensson, född den 9 juni 1912 i Djursholm, död den 31 juli 1992 i Halmstad, var en svensk ämbetsman.
Svensson avlade studentexamen i Djursholm 1930 och juris kandidatexamen vid Stockholms högskola 1936. Efter tingstjänstgöring i Hallands mellersta domsaga 1936–1939 och tillfälliga anställningar vid domkapitlen i Skara, Karlstad och Göteborg 1939–1941 blev han länsbokhållare vid länsstyrelsen i Älvsborgs län 1941, förste länsbokhållare där 1946, länsassessor 1953, i Uppsala län 1955. Svensson var lagbyråchef i finansdepartementet 1956–1958, landskamrerare i Hallands län 1958–1971 och länsråd där 1971–1978. Han var sekreterare, ledamot och ordförande i flera statliga utredningar. Svensson publicerade tillsammans med andra Taxeringshandbok (1957, 1973, 1981), Sjömansskatt (1958) och Landsstatsmatrikeln (1963). Han blev riddare av Nordstjärneorden 1960 och kommendör av samma orden 1964.